# Bohtan neoaramejski
Bohtan neoaramejski (ISO 639-3: bhn), istočnoaramejski jezik kojim još govori oko 1 000 osoba na području Gruzije, uglavnom u selu Garbadani. 
Ovaj jezik izvorno se govorio na području današnje jugoistočne Turske. Na područje nekadašnje Rusije bježe za vrijeme Prvog svjetskog rata, a u današnjoj Ruskoj Federaciji više nije poznat nijedan govornik (2007 SIL). Govore ga većinom starije osobe pa mu prijeti izumiranje.

## Vanjske poveznice
- Ethnologue (14th)
- Ethnologue (15th)